# El Platanito, San Luis Potosí
El Platanito är en ort i Mexiko.   Den ligger i kommunen Tamazunchale och delstaten San Luis Potosí, i den sydöstra delen av landet, 200 km norr om huvudstaden Mexico City. El Platanito ligger 471 meter över havet och antalet invånare är 352.
Terrängen runt El Platanito är varierad. Runt El Platanito är det ganska tätbefolkat, med 60 invånare per kvadratkilometer. Närmaste större samhälle är Tamazunchale, 11,2 km öster om El Platanito. I omgivningarna runt El Platanito växer i huvudsak städsegrön lövskog.